# 周正儒
周正儒（1610年3月18日—？），號梓菴，南直隸常州府宜興縣人。明朝政治人物。

## 生平
天啓七年（1627年）丁卯科第92名舉人，《書》四房會試第十七名，殿試二甲二十名，欽授禮科給事中。

## 家族
曾祖周有仁（累贈光禄大夫、柱國、少傅兼太子太傅、吏部尚書、建極殿大學士）；祖周淳（□□知縣，累贈光禄大夫、柱國、少傅兼太子太傅、吏部尚書、建極殿大學上）；父周人瑞（内閣誥敕房中書）；堂兄周延儒（萬曆四十一年癸丑科狀元）；子周鶴。